# Terza guerra mondiale

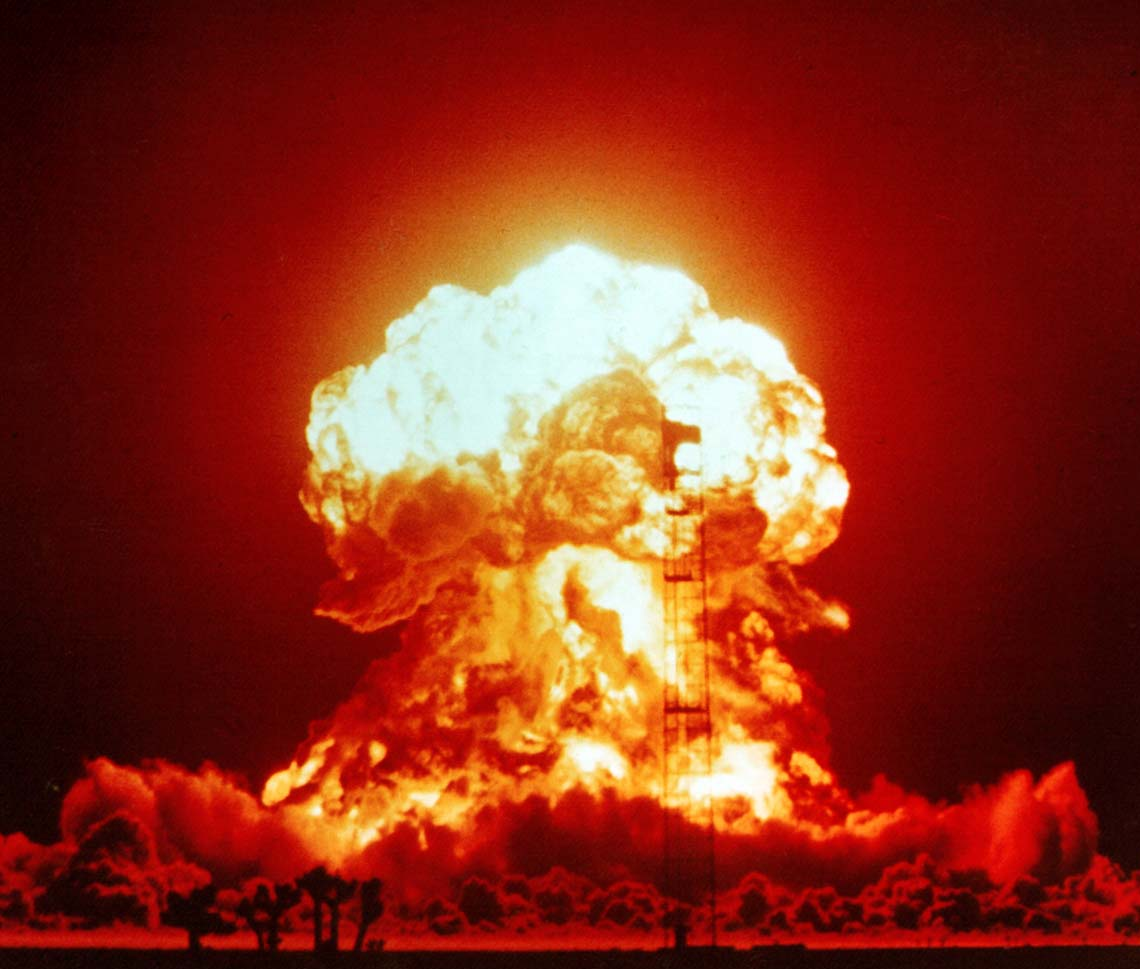
Generalmente si ipotizza che le armi nucleari possano giocare un ruolo decisivo in un'eventuale futura guerra mondiale

La terza guerra mondiale è un'ipotesi storica di conflitto mondiale, esaminata e presentata dai media di massa in più occasioni, già a partire dal periodo immediatamente successivo alla fine del più grande conflitto armato della storia, la seconda guerra mondiale, a causa della guerra fredda. È un tema spesso dibattuto  da molti giornalisti, scienziati e politici ed è stato narrato, oppure è presente come antefatto, in molte opere di fantascienza apocalittica e postapocalittica, oltre ad essere stata oggetto di studi e pianificazioni sui possibili scenari da parte delle autorità militari e civili.
Il termine viene spesso associato all'utilizzo di un qualche tipo di arma di distruzione di massa, come armi nucleari, armi chimiche o biologiche.

## Storia
(Albert Einstein)
Nella seconda metà del XX secolo, periodo caratterizzato dalla guerra fredda, era evidente che l'attrito tra Stati Uniti d'America ed Unione Sovietica poneva a rischio la pace mondiale, in particolare nei momenti che videro l'acuirsi del confronto tra i blocchi controllati dalle due superpotenze. Molti pensavano (nonostante alcuni scettici) che, se tale ostilità fosse peggiorata e si fosse verificata un'escalation tale da portare ad una guerra aperta, il conflitto sarebbe sfociato in una "terza guerra mondiale" che si sarebbe potuta probabilmente concludere con la distruzione di gran parte della vita sulla Terra, l'estinzione della specie umana oppure, in definitiva, il collasso parziale della civiltà, con un numero di vittime non inferiore al miliardo di morti, come si evince dalla dottrina politico-militare della distruzione mutua assicurata.
Questo tipo di eventi catastrofici può essere paragonato ai più grossi impatti da asteroide o cometa, alle peggiori pandemie globali ed ai tipi più gravi di catastrofi da mutamento climatico, rendendoli classificabili come eventi di estinzione di massa che potrebbero cancellare l'umanità oppure tutta la vita sulla Terra.
L'espressione "terza guerra mondiale" è sopravvissuta alla fine della guerra fredda ed è riferita attualmente ad ogni potenziale conflitto globale futuro in cui potrebbero essere coinvolte armi nucleari. La possibilità che un terzo conflitto mondiale abbia luogo tra superpotenze è stata sostituita dalla minaccia di un attacco nucleare da parte di una piccola fazione non legata necessariamente ad uno Stato particolare, evento che potrebbe provocare rappresaglie capaci di dare il via ad un distruttivo effetto domino. Questo timore è infatti nutrito dall'elevato numero di armi nucleari ancora in circolazione, sia negli USA che in Russia, e dal sempre maggior rischio di attentati terroristici a seguito degli attentati dell'11 settembre 2001 e della successiva cosiddetta "guerra al terrorismo" lanciata dagli Stati Uniti contro il regime talebano in Afganistan e contro Al Qaida.
Dopo il 2001, la locuzione è stata spesso ripresa per vari conflitti e crisi mondiali. Papa Francesco, nel 2014, riferendosi a vari conflitti in corso nel mondo (guerra civile siriana, crisi della Crimea del 2014, guerra del Donbass, guerra degli islamisti in Iraq e in Africa, il tutto in una situazione di grave crisi economica, cambiamento climatico, migrazioni di massa e proteste globali) e le operazioni militari in Afghanistan ha dichiarato che, a suo parere, il mondo è già entrato nella terza guerra mondiale, ma "a pezzi". L'espressione "Terza guerra mondiale a pezzi" è stata ripresa sempre dal Papa in numerose altre occasioni negli anni successivi.
Nel febbraio 2017, Robert Kagan, un politologo politico americano e cofondatore del think tank Project for the New American Century, scrive un articolo sulla rivista americana Foreign Policy che è preoccupato per il possibile avvento della "terza guerra mondiale" di fronte all'eccessivo espansionismo territoriale, il crescente militarismo e la politica egemonica della Russia (nell'Europa orientale) e della Cina (sulle isole Spratley, Paracel e Senkaku), assimilati ai "poteri revisionisti" come la Germania nazista o il Giappone responsabili della seconda guerra mondiale. Per lui, quei poteri insoddisfatti dell'ordinato ordine internazionale approfittano della debolezza e del lassismo delle democrazie occidentali per adottare un atteggiamento nazionalista, militarista e sempre più bellicoso e lamentano la presunta debolezza dell'amministrazione Obama prima dei russi e dei cinesi.

### Sull'orlo della terza guerra mondiale
Dalla fine della seconda guerra mondiale, in molteplici occasioni crisi internazionali, nonché errori umani e tecnici, rischiarono di portare il mondo sull'orlo della terza guerra mondiale:
- novembre 1950–aprile 1951, guerra di Corea: il massiccio intervento delle truppe cinesi in appoggio ai nordcoreani provocò una grave crisi in seno alle forze delle Nazioni Unite, costrette a ripiegare a sud del 38º parallelo. Il 30 novembre il presidente statunitense Harry Truman comunicò l'intenzione degli Stati Uniti di utilizzare qualsiasi mezzo, comprese le armi nucleari, per venire a capo della situazione coreana:[17] la proposta trovò subito l'appoggio del leader sudcoreano Syngman Rhee, di numerosi alti esponenti della sicurezza nazionale statunitense (tra cui il generale Curtis LeMay), e soprattutto del comandante delle forze ONU in Corea, il generale statunitense Douglas MacArthur, che il 24 dicembre elaborò una lista di 26 obiettivi cinesi da colpire con armi nucleari;[18] al contrario, gli alleati degli Stati Uniti (e in particolare Regno Unito e Canada) espressero la loro netta contrarietà all'utilizzo di armi nucleari.[18] Pressato dagli alleati, Truman accettò di risolvere la crisi coreana per vie diplomatiche; a causa di ulteriori gravi contrasti con il presidente, l'11 aprile MacArthur fu sollevato dal comando e sostituito con il generale Matthew Ridgway.[19]
- 26 luglio 1956–marzo 1957, crisi di Suez: l'Egitto del presidente Gamal Abd el-Nasser bloccò il passaggio del canale di Suez a danno di Regno Unito, Francia e Israele e, in generale, dei paesi che si affacciano sul Mar Mediterraneo. Francia e Gran Bretagna intervennero, con l'appoggio di Israele, invadendo e occupando la penisola del Sinai. Quando l'URSS minacciò d'intervenire al fianco dell'Egitto e di usare armi atomiche contro Londra e Parigi, gli Stati Uniti costrinsero francesi e britannici a ritirarsi. Nikolaj Aleksandrovič Bulganin, l'allora premier dell'Unione Sovietica, ammonì il Primo ministro del Regno Unito Anthony Eden con queste parole: "Se questa guerra non si ferma porta il pericolo di trasformarsi in una terza guerra mondiale".[20]

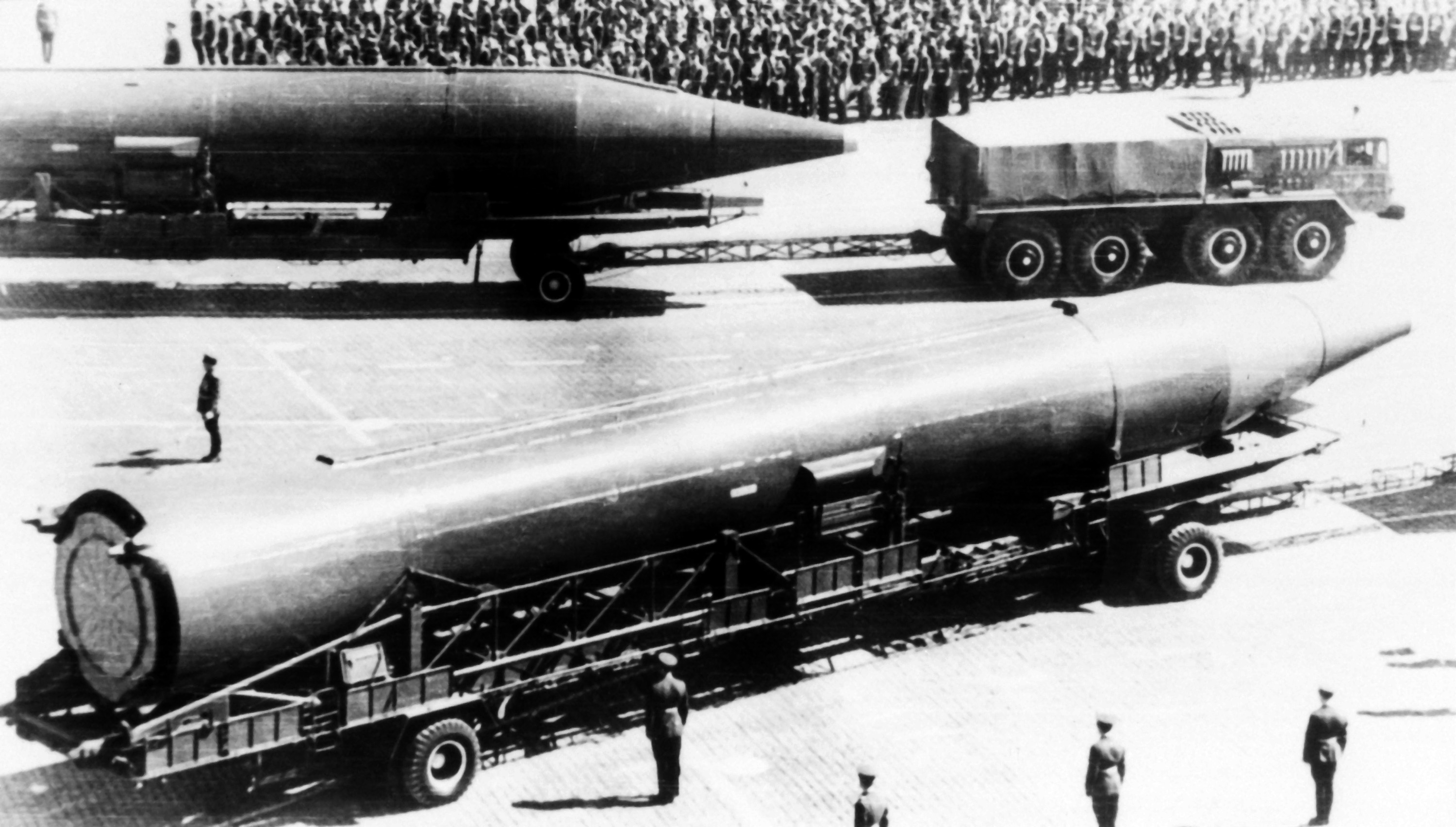
Coppia di SS-5 Skean

- 15–28 ottobre 1962, crisi dei missili di Cuba: la scoperta da parte di ricognitori americani dell'installazione a Cuba di basi per missili sovietici SS-4 Sandal e SS-5 Skean, dotati di testate nucleari e in grado di colpire gran parte degli Stati Uniti continentali, provocò uno stato di massima tensione tra le due superpotenze. Il 22 ottobre il presidente statunitense John Fitzgerald Kennedy ordinò d'istituire un blocco navale su Cuba allo scopo di impedire l'installazione di ulteriori missili; il 27 ottobre, a seguito dell'abbattimento di un aereo-spia americano U-2, lo Strategic Air Command innalzò, per la prima e unica volta dalla sua istituzione, il livello dell'indicatore DEFCON, che indica lo stato di allerta delle forze armate degli USA, a DEFCON 2, appena un gradino sotto lo stato di guerra totale.[21] La crisi venne poi risolta per vie diplomatiche, i missili furono rimossi da Cuba nel novembre seguente e il blocco navale fu eliminato il 21 novembre.
- ottobre 1973, guerra del Kippur: l'attacco a sorpresa da parte di Egitto e Siria contro Israele provocò una grave crisi in seno alle forze israeliane, che rischiarono di essere travolte. Il capo di Stato Maggiore israeliano Moshe Dayan chiese ed ottenne il permesso preliminare per l'uso di armi nucleari tattiche contro le forze arabe;[22] la comunicazione, intercettata dai sistemi di rilevamento, provocò l'immediato stato d'allerta nucleare in Unione Sovietica e l'innalzamento a DEFCON 3 per le forze armate americane di stanza nell'area.[21] Le due superpotenze si fecero immediatamente promotrici di pressioni diplomatiche volte a pervenire ad un cessate il fuoco tra i due contendenti.[23]

Stemma del NORAD, il Comando di difesa aerospaziale del Nordamerica

- 9 novembre 1979, gli addetti al lancio dei missili balistici LGM-30 Minuteman americani vennero messi in stato di massima allerta dopo che venne loro comunicato il lancio da parte dei sovietici di un massiccio attacco nucleare contro gli Stati Uniti; l'allarme era in realtà generato da un video di esercitazione, erroneamente trasmesso sui computer del sistema di primo allarme americano. L'allarme raggiunse il NORAD, provocando il panico e scatenando reazioni disordinate; solo dopo sei minuti la rete satellitare americana diede conferma che nessun attacco sovietico era realmente in corso.[24]
- 30 marzo 1981, dopo l'attentato al presidente statunitense Ronald Reagan, temendo si trattasse di una cospirazione sovietica, complice il fatto che l'URSS aveva aumentato la presenza di nuovi sottomarini nucleari strategici rispetto ai giorni precedenti, le forze armate americane rimasero in stato di massima allerta, ma senza innalzare l'allerta DEFCON. Dopo aver scoperto che si trattava del gesto isolato di un folle, l'allerta fu eliminata.
- 26 settembre 1983, incidente dell'equinozio d'autunno: un satellite di pre-allarme sovietico segnalò erroneamente il lancio di cinque missili balistici degli Stati Uniti d'America diretti in URSS. Il colonnello Stanislav Petrov, in servizio nel centro di controllo della rete satellitare sovietica, ritenne improbabile un attacco condotto con soli cinque missili, capì che probabilmente si trattava di un malfunzionamento del sistema e come tale riportò l'accaduto ai superiori; poco dopo si scoprì che c'era effettivamente stato un guasto e lo stato di emergenza fu annullato. Il falso allarme risultò essere stato originato da dei riflessi del Sole dovuti ad una particolare congiunzione astronomica tra la Terra, l'orbita dei satelliti ed il Sole stesso, congiunzione che si poteva verificare solo in quel periodo dell'anno, motivo per cui l'evento passò alla storia con il nome con cui è noto.[25][26]

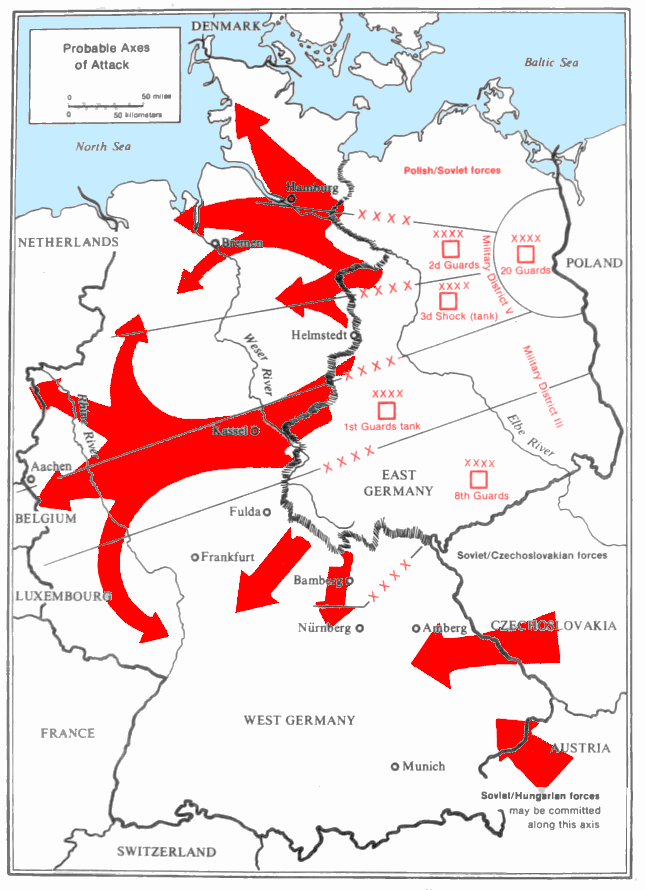
Probabili assi di attacco del Patto di Varsavia in Germania Ovest durante la guerra fredda (1976)

- 8–9 novembre 1983, esercitazione Able Archer 83: l'URSS interpretò un test sulle procedure d'attacco nucleare della NATO come una copertura per un vero attacco e conseguentemente innalzò il proprio livello di allerta. La dinamica della risposta sovietica tuttavia non è chiara: fonti statunitensi[27] riportano che l'URSS mobilitò bombardieri in Germania Est e Polonia, ma alcuni politici e militari sovietici negarono che l'accaduto fosse stato portato all'attenzione del Ministero della difesa o del Politburo.[28][29]
- 25 gennaio 1995, incidente del missile norvegese: il lancio di un razzo norvegese per ricerche scientifiche fu rilevato da un centro di controllo radar russo nei pressi di Pečora e scambiato per il lancio di un missile Trident a testata nucleare diretto su Mosca; la Norvegia aveva precedentemente avvisato 30 paesi del lancio, Russia inclusa, ma il Ministero della difesa russo aveva presumibilmente dimenticato di allertare i tecnici del rilevamento radar.[26] Per la prima e fino ad oggi unica volta vennero attivate le procedure complete per ordinare un attacco di risposta da parte delle forze nucleari russe, che il presidente Boris El'cin avrebbe dovuto autorizzare facendo uso delle "chiavi nucleari" (in russo Čeget).[26] Dopo che furono trascorsi ben otto dei dieci minuti disponibili per decidere se avviare o meno la rappresaglia nucleare, i satelliti russi confermarono che il razzo era diretto non su Mosca ma sulle isole Svalbard e il conto alla rovescia venne annullato.
- 12–26 giugno 1999, incidente di Pristina: le forze NATO ebbero l'ordine di impossessarsi dell'Aeroporto di Pristina (Kosovo), ma vennero precedute dalle truppe russe. In risposta, il comandante statunitense Wesley Clark, capo della missione Allied Force, ordinò al generale inglese Mike Jackson di far intervenire i paracadutisti, ma questi si rifiutò rispondendo: "Non ho intenzione di iniziare la terza guerra mondiale per voi".[30]
- 3 gennaio 2020, attacco aereo dell'aeroporto di Baghdad: il generale iraniano Qasem Soleimani, comandante della Forza Quds, mentre era in una visita ufficiale in Iraq, fu ucciso in un attacco con drone su ordine del presidente statunitense Donald Trump. In molti paragonarono l'assassinio di Soleimani all'assassinio dell'arciduca Francesco Ferdinando d'Austria (casus belli della prima guerra mondiale), paventando il rischio di una terza guerra mondiale, ed anche sui social network si registrò come tema ricorrente una possibile terza guerra mondiale.[31][32] L'Iran reagì bombardando due basi militari statunitensi situate in Iraq, ma non vi furono altre conseguenze degne di nota.[33]
- 24 febbraio 2022 – oggi, conflitto russo-ucraino: dopo anni di tensioni militari e diplomatiche tra Russia e Ucraina, il presidente russo Vladimir Putin diede il via a un'invasione militare dell'Ucraina, iniziando quella che definì un'"operazione militare speciale" per "denazificare e demilitarizzare l'Ucraina" e scatenando un conflitto armato in Europa. Diversi esponenti politici mondiali iniziarono a riferirsi al conflitto come potenziale inizio di una "terza guerra mondiale", dopo le sanzioni emanate dall'UE e dagli Stati Uniti nei confronti della Russia.[34][35][36][37] Nei mesi successivi fino a oggi, con l'aggravarsi della crisi ucraina, il rischio più o meno fondato di una sua escalation in terza guerra mondiale viene più volte evocato in numerose dichiarazioni pubbliche da parte di politici statunitensi, europei e russi.[38][39]
- 13-24 giugno 2025, conflitto Israele/Usa-Iran: Israele ha colpito obiettivi militari in Iran, accusando Teheran di accelerare il programma nucleare. L'Iran ha risposto con un massiccio attacco missilistico contro Israele. Il 22 giugno, gli Stati Uniti sono intervenuti distruggendo tre siti nucleari iraniani, dichiarando di voler prevenire una crisi atomica. L'escalation ha suscitato allarme internazionale: ONU, Unione europea, Russia e Cina hanno chiesto un cessate il fuoco immediato, temendo un allargamento del conflitto a livello globale.

## Rappresentazione nei media

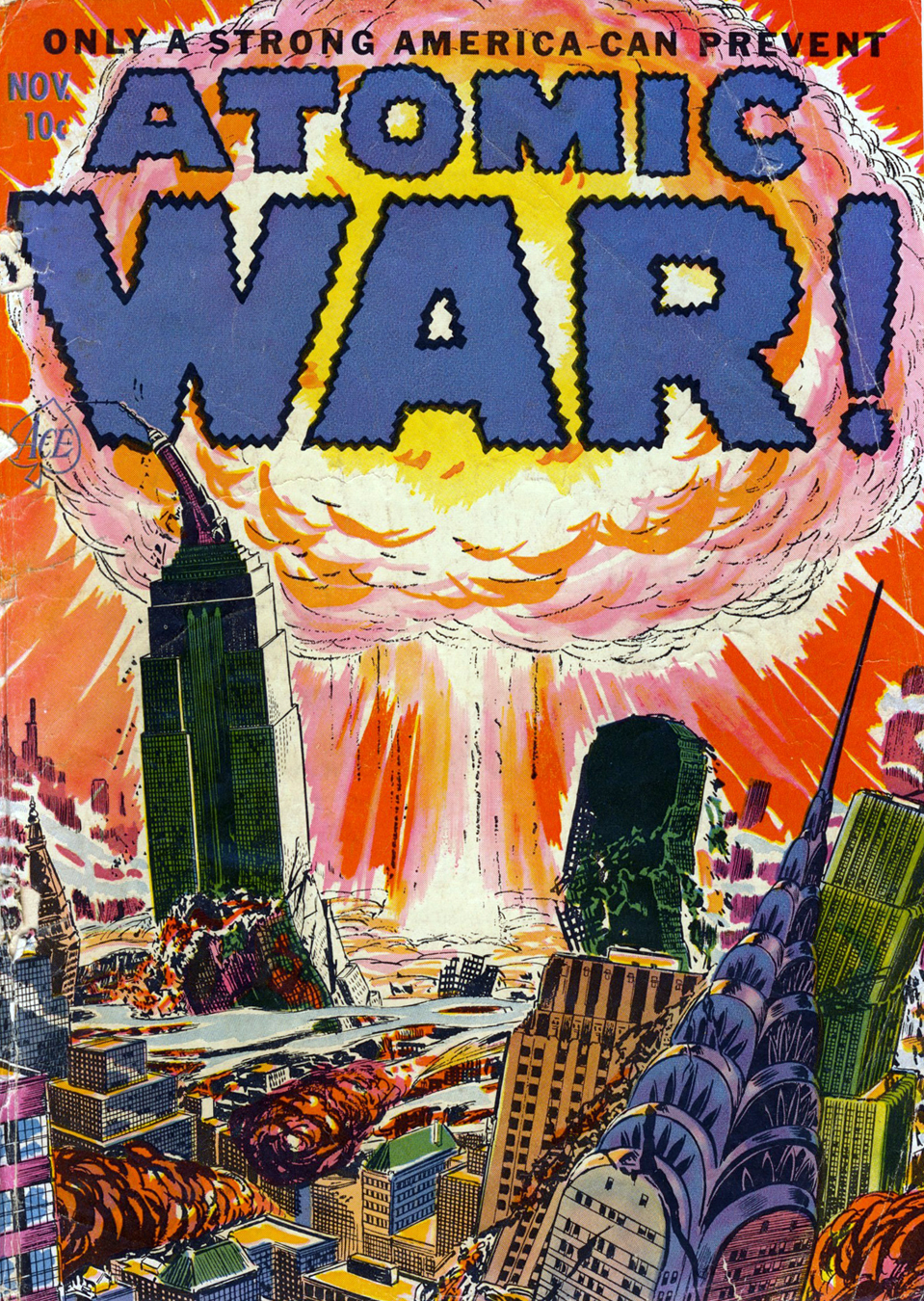
Il fumetto Atomic War! (novembre 1952) è incentrato su un'ipotetica terza guerra mondiale atomica

La rappresentazione di una terza guerra mondiale, quasi sempre combattuta con armi atomiche, è il tema principale di vari romanzi apocalittici, scritti principalmente durante la guerra fredda tra la fine degli anni cinquanta e gli anni ottanta e in alcuni casi trasposti in film, di fumetti e di alcune serie televisive.
Varie opere hanno cercato di raccontare con una certa verosimiglianza lo scoppio della guerra nucleare e le sue catastrofiche conseguenze, lanciando di fatto un forte messaggio antimilitarista. Ad esempio nel romanzo L'ultima spiaggia di Nevil Shute del 1957, da cui è tratto l'omonimo film del 1959, si immaginava la fine della vita umana sulla Terra a seguito di una guerra atomica totale, narrata dal punto di vista degli ultimi sopravvissuti non ancora raggiunti dalle radiazioni. Livello 7 (1959) di Mordecai Roshwald, è il diario di uno dei testimoni della distruzione nucleare dell'umanità (un soldato addetto al meccanismo della rappresaglia atomica, in realtà automatica). In Addio, Babilonia (Alas, Babylon, 1959) di Pat Frank, il rapido svolgimento del conflitto atomico è visto da un remoto paesino della Florida che sfugge alla distruzione. Il romanzo L'anno del sole quieto (1970) di Wilson Tucker utilizza l'espediente del viaggio nel tempo per accertare le più pessimistiche previsioni politiche e sociali fatte in quel periodo, un inquietante futuro che il protagonista scopre attraverso successivi balzi temporali.
Nel campo cinematografico è possibile citare il film satirico Il dottor Stranamore (Dr. Strangelove, Stanley Kubrick, 1964), quindi il film per la televisione del 1983 The Day After - Il giorno dopo, il film tv Ipotesi sopravvivenza del 1984 e il film Alba rossa (1984) in cui è immaginata un'invasione parziale degli Stati Uniti da parte delle truppe sovietiche e suoi alleati centroamericani; ma qui, a differenza degli altri tre film, non vengono usate armi nucleari.
Numerose sono anche altre opere di fantascienza postapocalittica più o meno recenti ambientate dopo un'ipotetica terza guerra mondiale atomica, nel quadro di una civiltà morente o comunque fortemente regredita a causa di essa.
La terza guerra mondiale è un tema presente anche in vari videogiochi, ad esempio nelle serie di Fallout — ambientata in un futuro alternativo, rimasto con le ideologie e timori degli anni '50 — e nella famosa serie di Metro 2033, nella quale i russi si rifugiano nella metropolitana di Mosca per sopravvivere alla guerra nucleare scoppiata circa 20 anni prima.